# Porta Nolana
La Porta Nolana a Napoli è un'antica porta situata in piazza Nolana ed è inglobata tra due torri di piperno dette Torre della Fede (o Cara Fè) a sud e Torre della Speranza a nord.

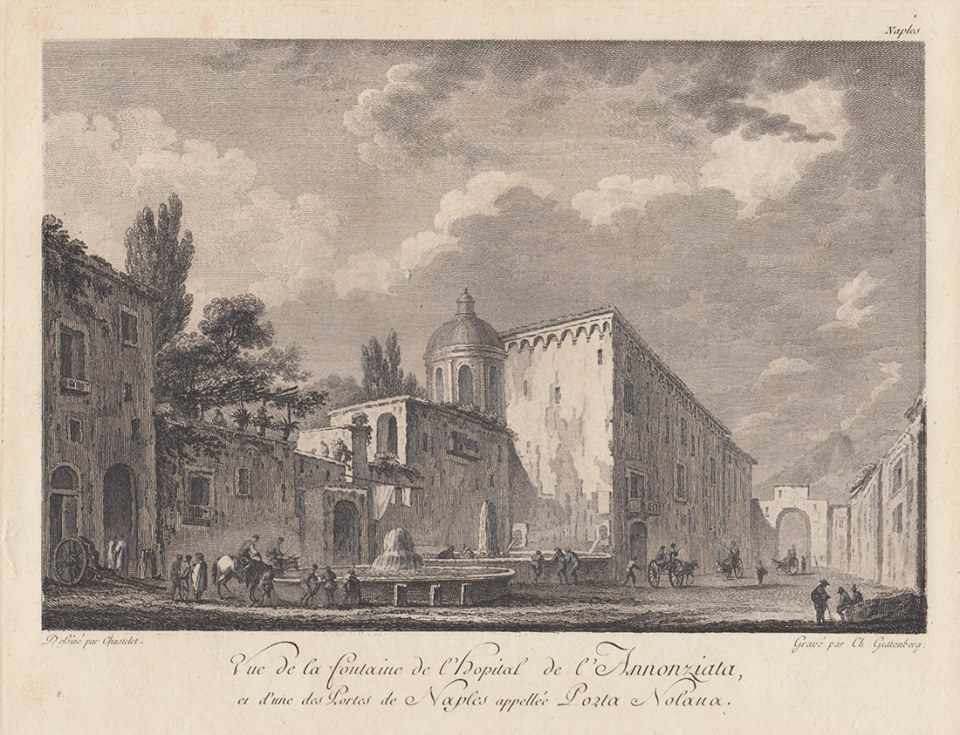
Porta Nolana in una stampa del XVIII secolo, con l'ospedale dell'Annunziata

## Storia
La porta fu eretta nel XV secolo da Giuliano da Maiano per sostituire quella di Forcella (altrimenti detta del Cannavaro) edificata in epoca precedente nelle vicinanze della Basilica dell'Annunziata.

Fu chiamata così perché dalla porta partiva una via che si dirigeva verso il borgo antico della odierna Nola.

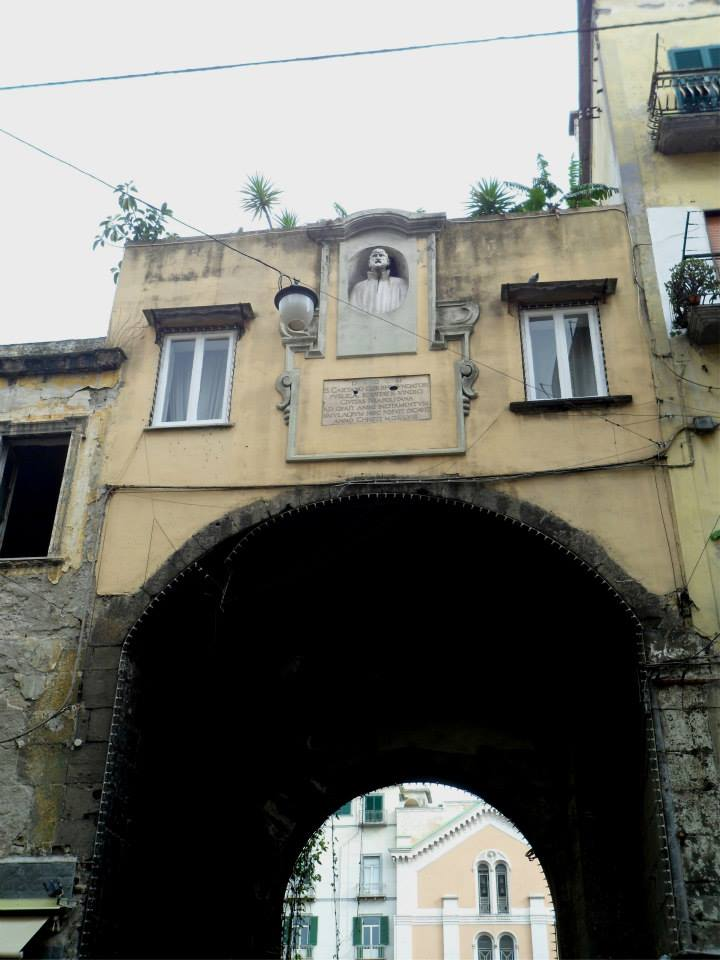
La porta osservata dal retro: in alto è presente un busto raffigurante San Gaetano

## Architettura
L'opera è stata realizzata in stile rinascimentale e si presenta con un arco a tutto sesto in marmo incastonato tra le due torri in piperno.
Sul portale c'è un bassorilievo sempre in marmo raffigurante il re aragonese Ferrante I a cavallo con armatura, mentre la parte superiore del fondo del riquadro manca dello stemma che, come sulla Porta del Carmine riportava la seguente epigrafe: "Ferdinandus Rex / Nobilissimae Patriae".
Al di sopra dell'ornia marmorea, che riveste il fornice, sono posti tre stemmi che raffigurano tra l'altro le armi aragonesi e le armi angioine, le fasce di Francia e della casa d'Angiò, i gigli e la città di Gerusalemme e scudi sannitici.
La porta ospitò un affresco di Mattia Preti, ora non più presente e che, secondo quanto riportato dal De Dominici nel suo Le vite de' pittori, scultori e architetti napoletani del 1742, rappresentava una Madonna col Bambino ed alcuni santi che intercedavano per la popolazione colpita dalla peste.
Nella facciata che prospetta in via Nolana c'è un busto secentesco raffigurante San Gaetano.